# Архиепархия Параибы
 Архиепархия Параибы  (лат. Archidioecesis Parahybensis) — архиепархия Римско-Католической церкви с центром в городе Жуан-Песоа, Бразилия. В митрополию Параибы входят епархии Кажазейраса, Кампина-Гранди, Гуарабиры, Патуса. Кафедральным собором архиепархии Кампу-Гранди является церковь Пресвятой Девы Марии.

## История
27 апреля 1892 года Римский папа Лев XIII издал буллу «Ad universas orbis», которой учредил епархию Параибы, выделив её из епархии Олинды. Первоначально епархия Кампу-Гранди входила в митрополию Олинды-и-Ресифи.
29 декабря 1909 года епархия Параибы передала часть своей территории новым Натала.
6 февраля 1914 года епархия Параибы передала часть своей территории новым Кажазейраса.
6 февраля 1914 года Римский папа Пий X выпустил буллу «Maius Catholicae Religionis Incrementum»,  возведя  её в ранг архиепархии.
14 мая 1949 года aрхиепархия Параибы передала часть своей территории новым Кампина-Гранди.
11 октября 1980 года aрхиепархия Параибы передала часть своей территории новым Гуарабиры.

## Ординарии архиепархии
- архиепископ Adauctus Aurélio de Miranda Henriques (1894—1935);
- архиепископ Moisés Ferreira Coelho (1935—1959);
- архиепископ Mário de Miranda Villas-Boas (1959—1965);
- архиепископ José Maria Pires (1965—1995);
- архиепископ Marcelo Pinto Carvalheria (1995—2004);
- архиепископ Aldo de Cillo Pagotto (5.05.2004 — 6.07.2016, в отставке);
- архиепископ Manoel Delson Pedreira da Cruz, O.F.M.Cap. (8.03.2017 — по настоящее время).

## Источник
- Annuario Pontificio, Ватикан, 2005
- Булла Ad universas orbis,  Sanctissimi Domini nostri Leonis papae XIII allocutiones, epistolae, constitutiones aliaque acta praecipua, Vol. V (1891-1894), Bruges 1897, стр. 56-65  (лат.)